# Шавлія поникла
Шавлія поникла (Salvia nutans) — рослина роду шавлія (Salvia L.), родини глухокропивових. або губоцвіті (Lamiaceae).

## Етимологія
Народна назва: бабка.

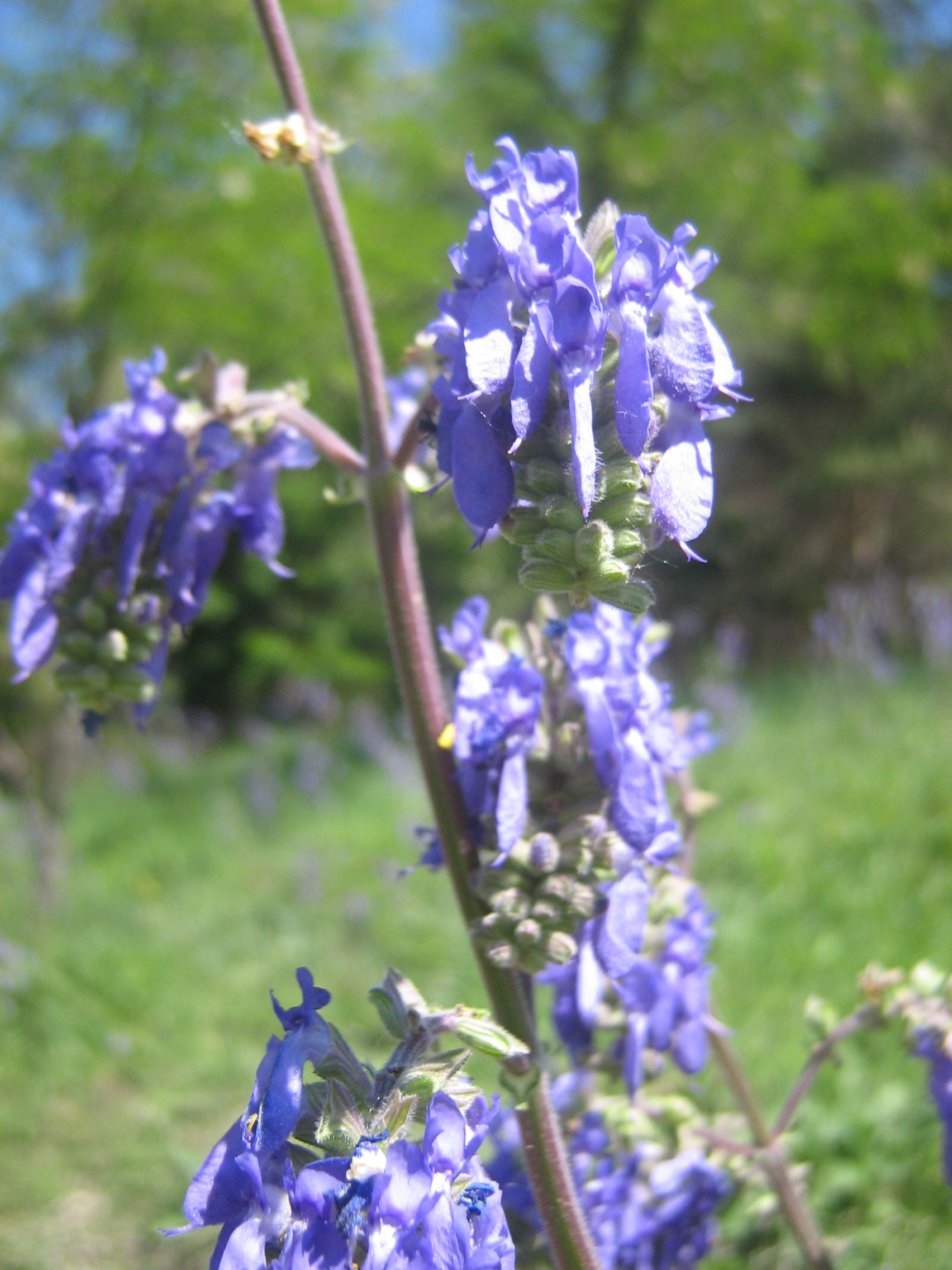
Суцвіття шавлії пониклої

Латинська назва походить від лат. salvare — допомагати (деякі види мають лікувальне значення), лат. nutans (лат.) — пониклий.

## Опис

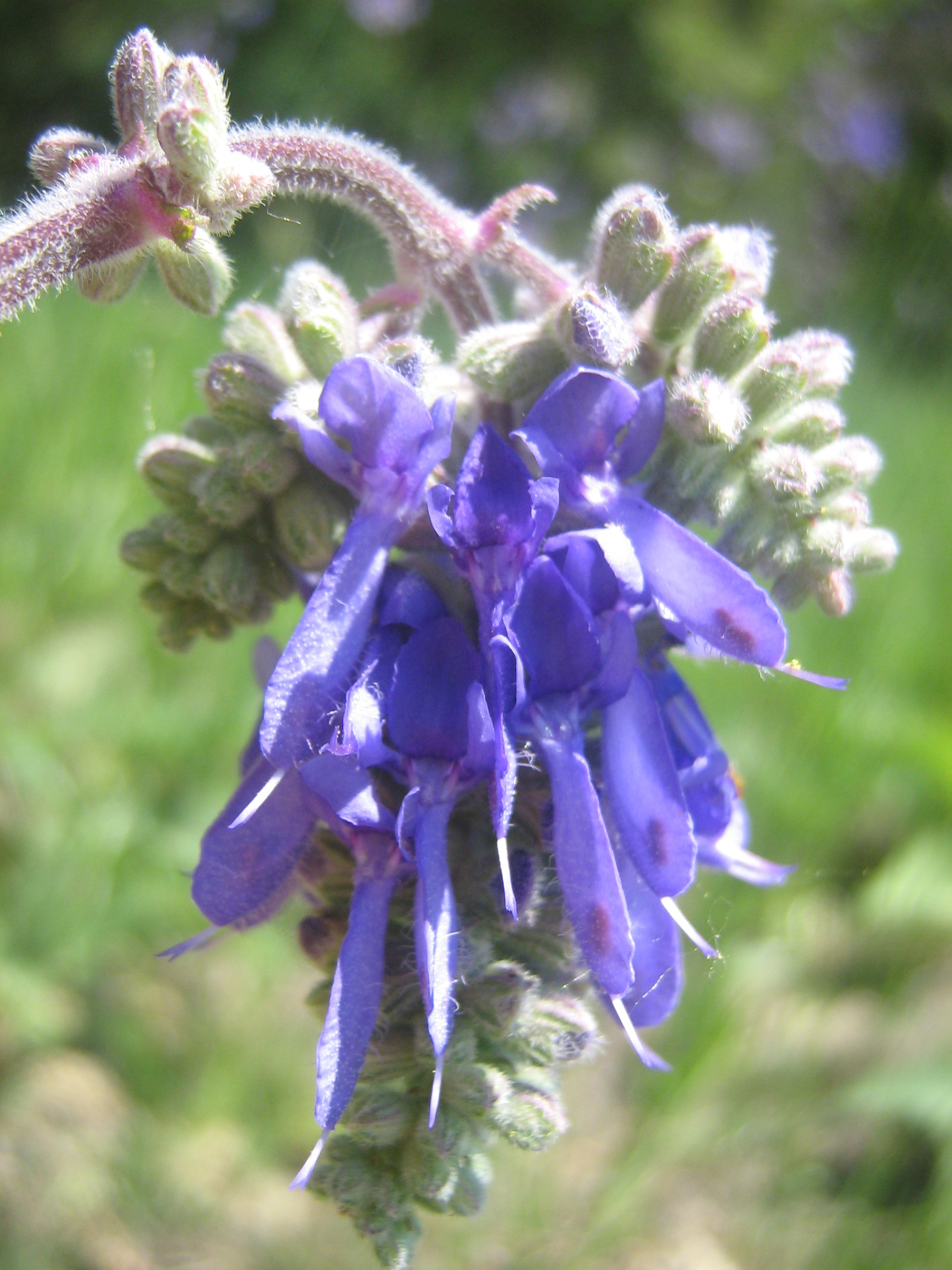
Квітка шавлії пониклої

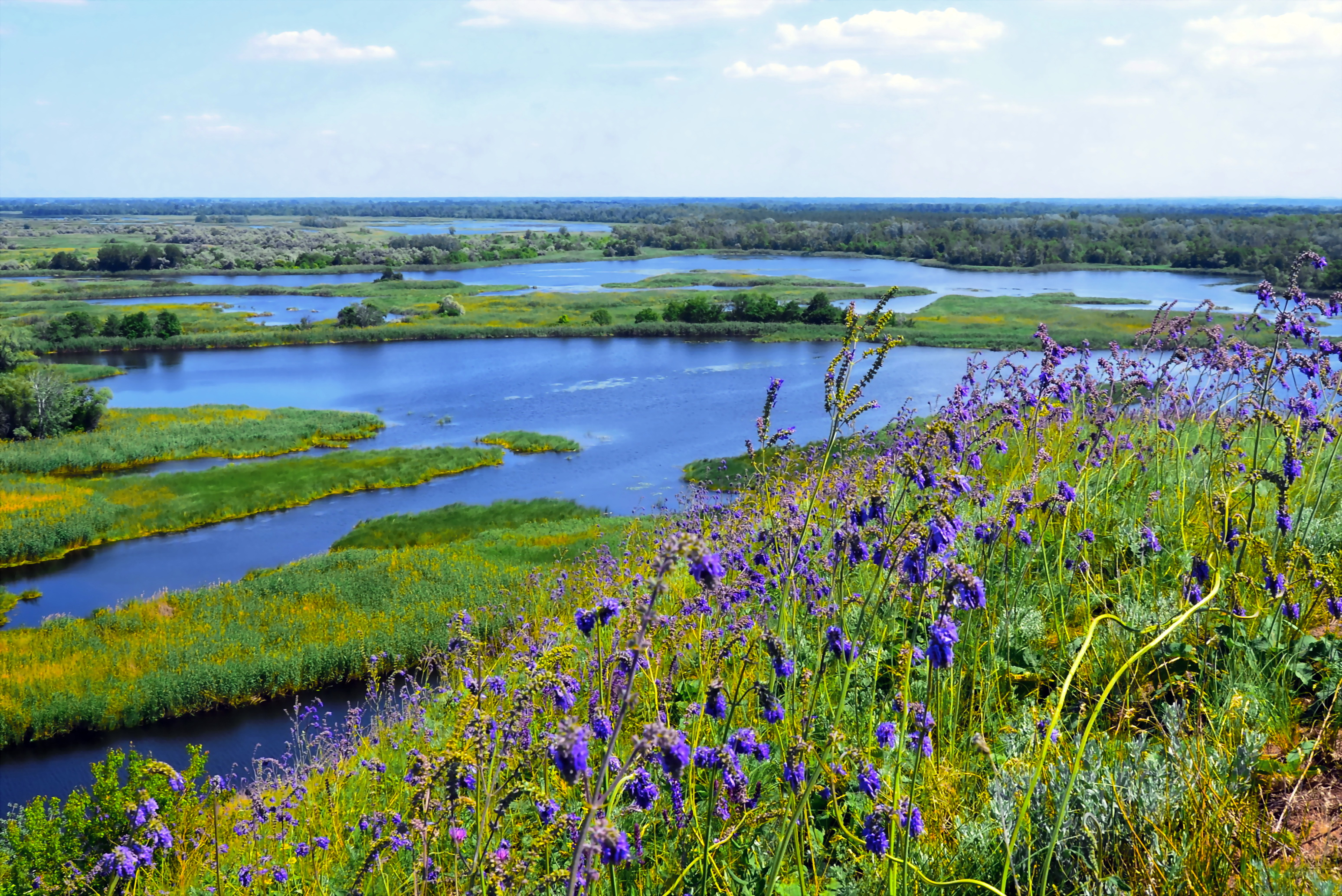
Шавлія поникла на Полтавщині

Має схилені темно-сині, іноді білі суцвіття.
Поодинокі, іноді нечисленні, стебла шавлії пониклої зазвичай безлисті. Листки розвинені лише прикореневі, досить великі, зморшкуваті, зісподу сірувато-запушені, по краю подвійно зарубчасті, з довгим черешком.
Віночок двогубий, з видовженою і відігнутою назад верхньою губою. Під верхньою губою ховаються дві тичинки, кожна закріплена, як важіль, довге плече якого закінчується пиляком, а коротке — лопаттю, яка закриває вхід у трубочку квітки. Сідаючи на нижню губу, щоб дістатися до нектару на дні квіткової трубки, комаха натискує на нижню частину тичинки, приводячи у рух важіль, і обсипається пилком. Перелітаючи на іншу квітку, комаха запилює її.
Квітки шавлії зібрані в кільця по 4—6. Цвіте з травня до липня.
Плід — чотири-горішок.
Рослина досить посухостійка.
Має добре розвинені корені, до 2 м.

## Поширення

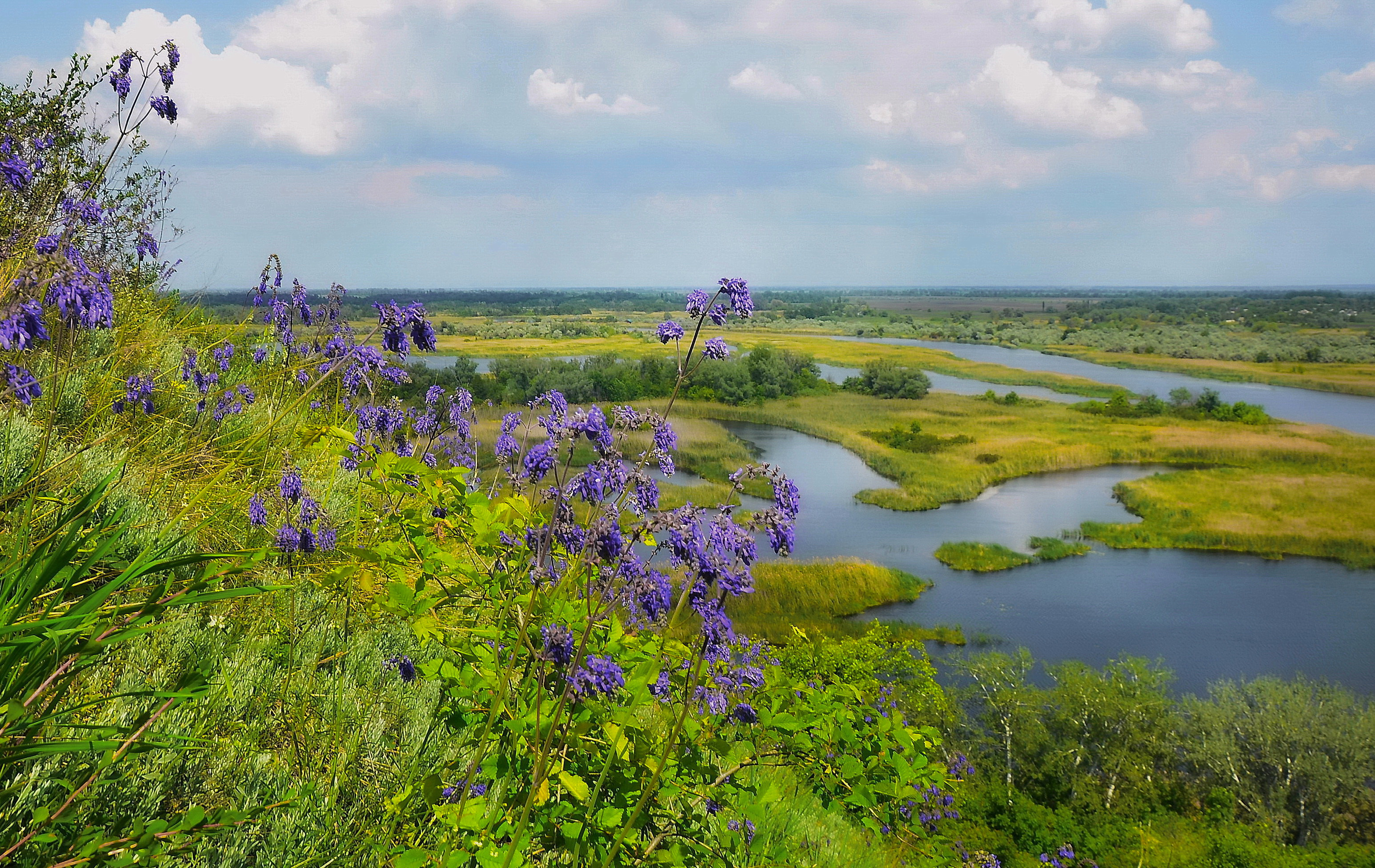
Шавлія поникла на берегах Ворскли

Одна з найпоширеніших степових рослин.

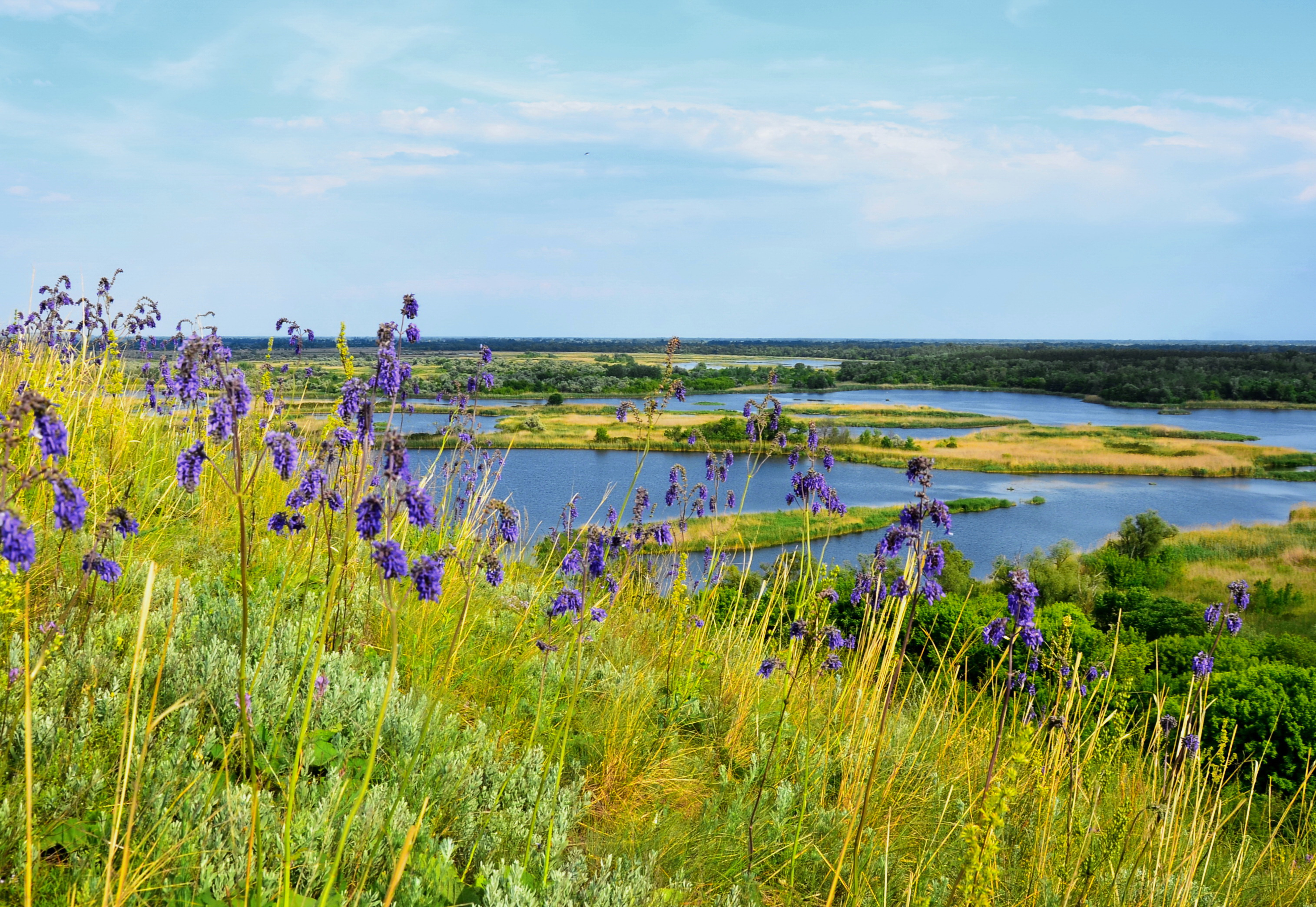
Шавлія на берегах Ворскли (21 травня 2024)

Зростає на території України. Внесена до Переліку рідкісних і таких, що перебувають під загрозою зникнення, видів рослинного світу на території Тернопільської області (рішення Тернопільської обласної ради № 64 від 11 листопада 2002), де вид знаходиться на межі ареалу. Тут зростає на вапнякових і крейдових відслоненнях, знаходиться під охороною в природному заповіднику «Медобори» та його філії «Кременецькі гори».

## Фото

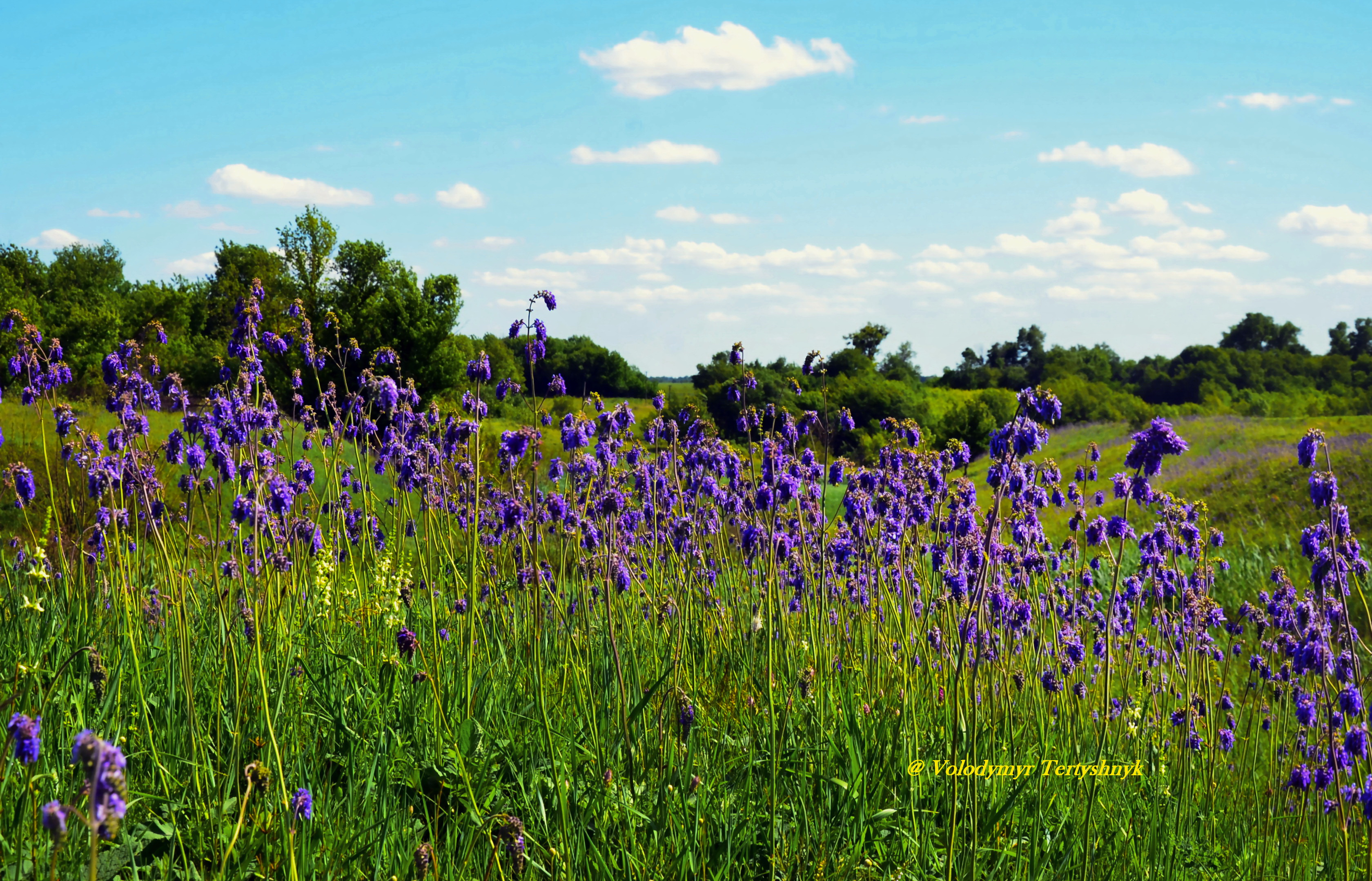
Шавлія поникла на степових схилах біля с. Синівка
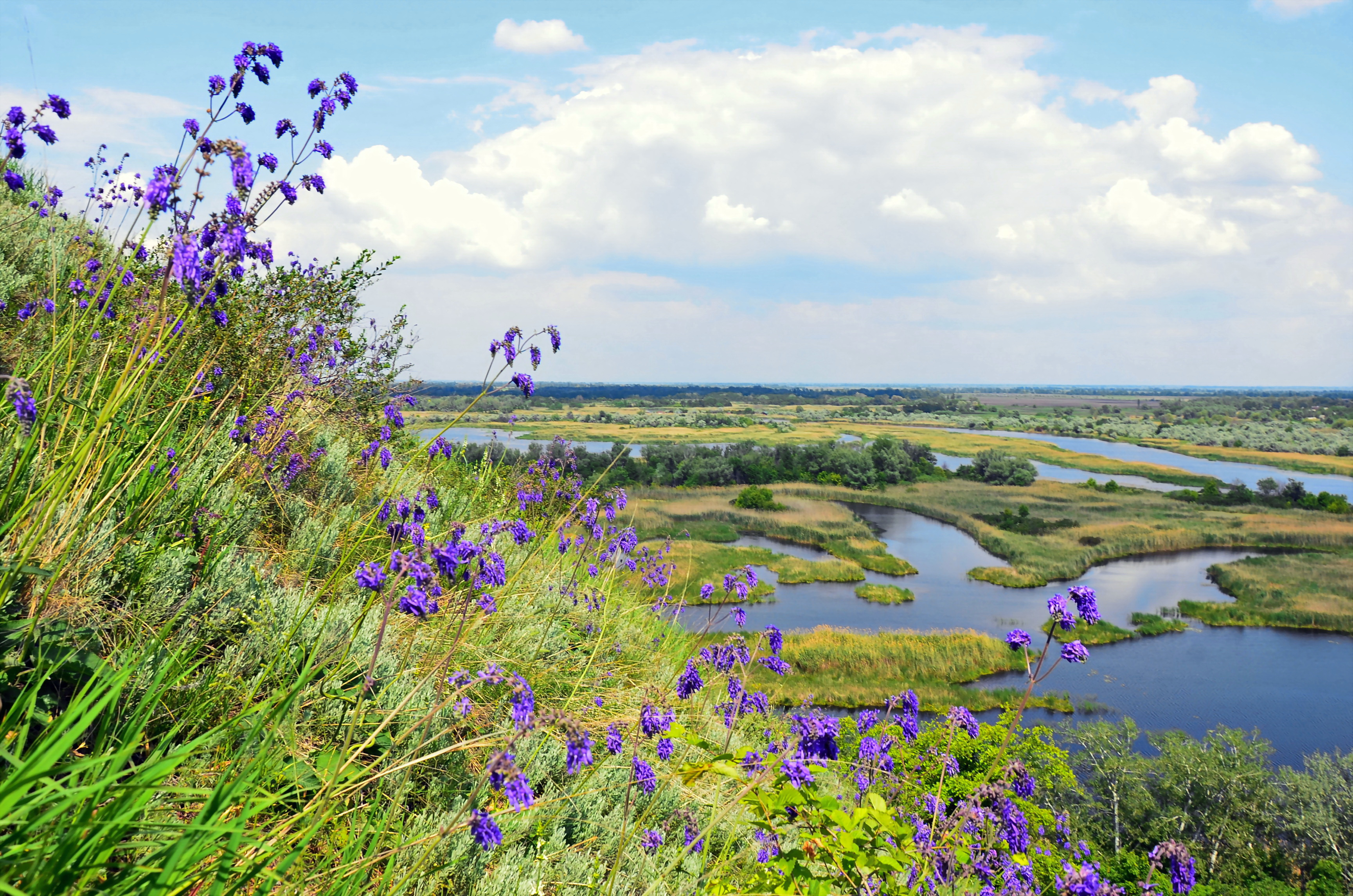
Шавлія поникла на берегах Ворскли
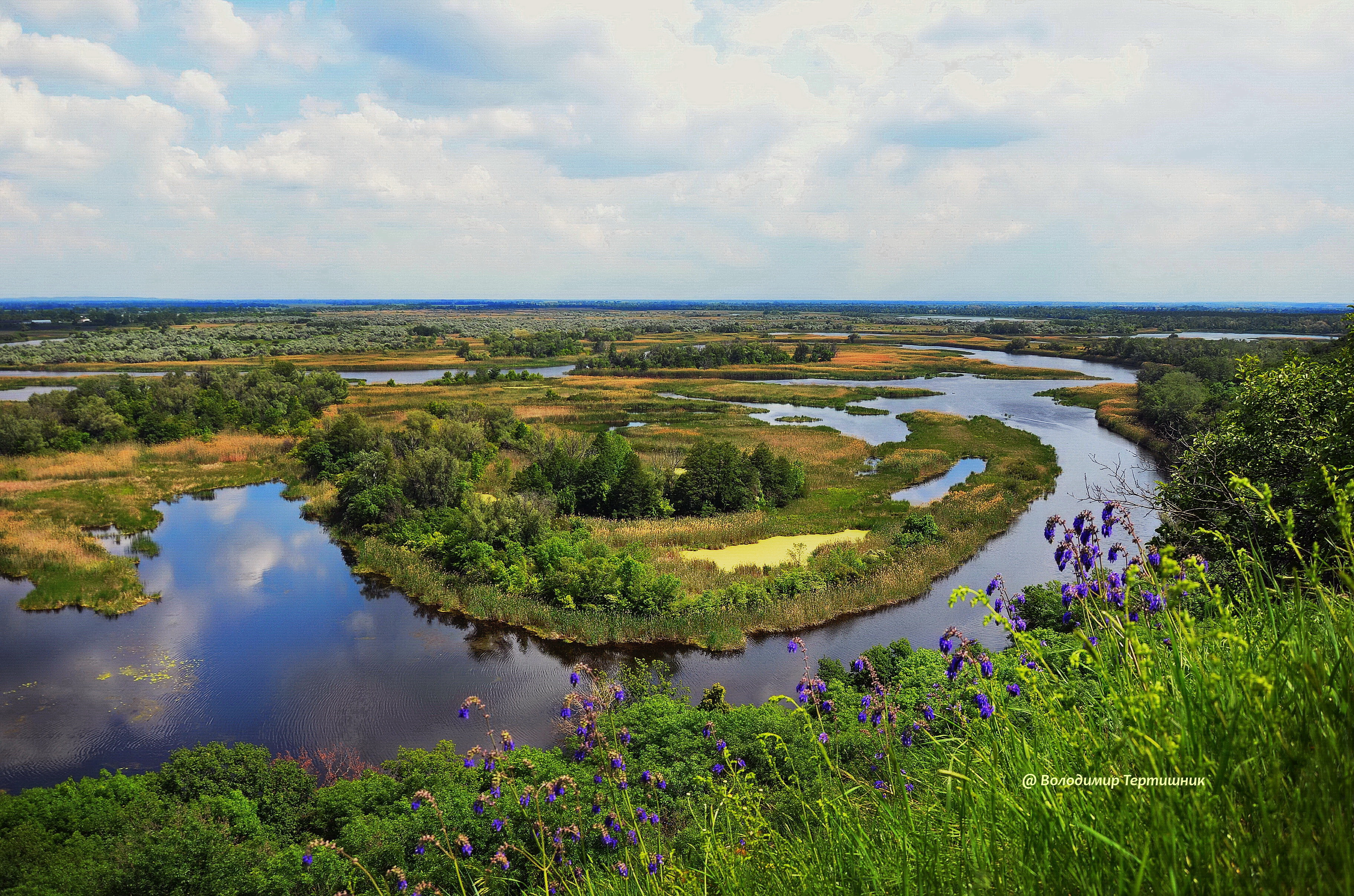
Шавлія поникла в Лучківському ландшафтному заказнику
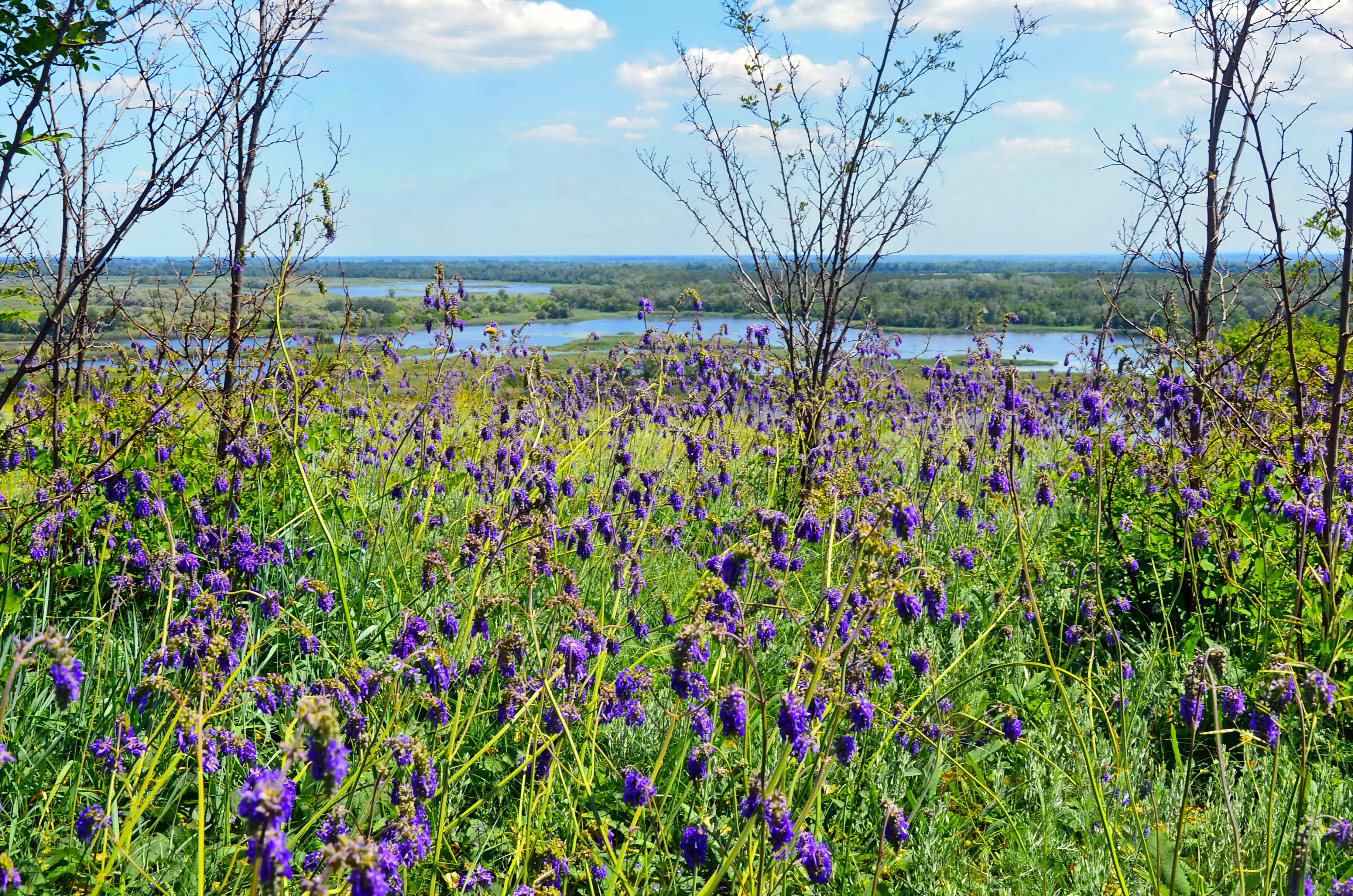
Шавлія похила на березі Ворскли
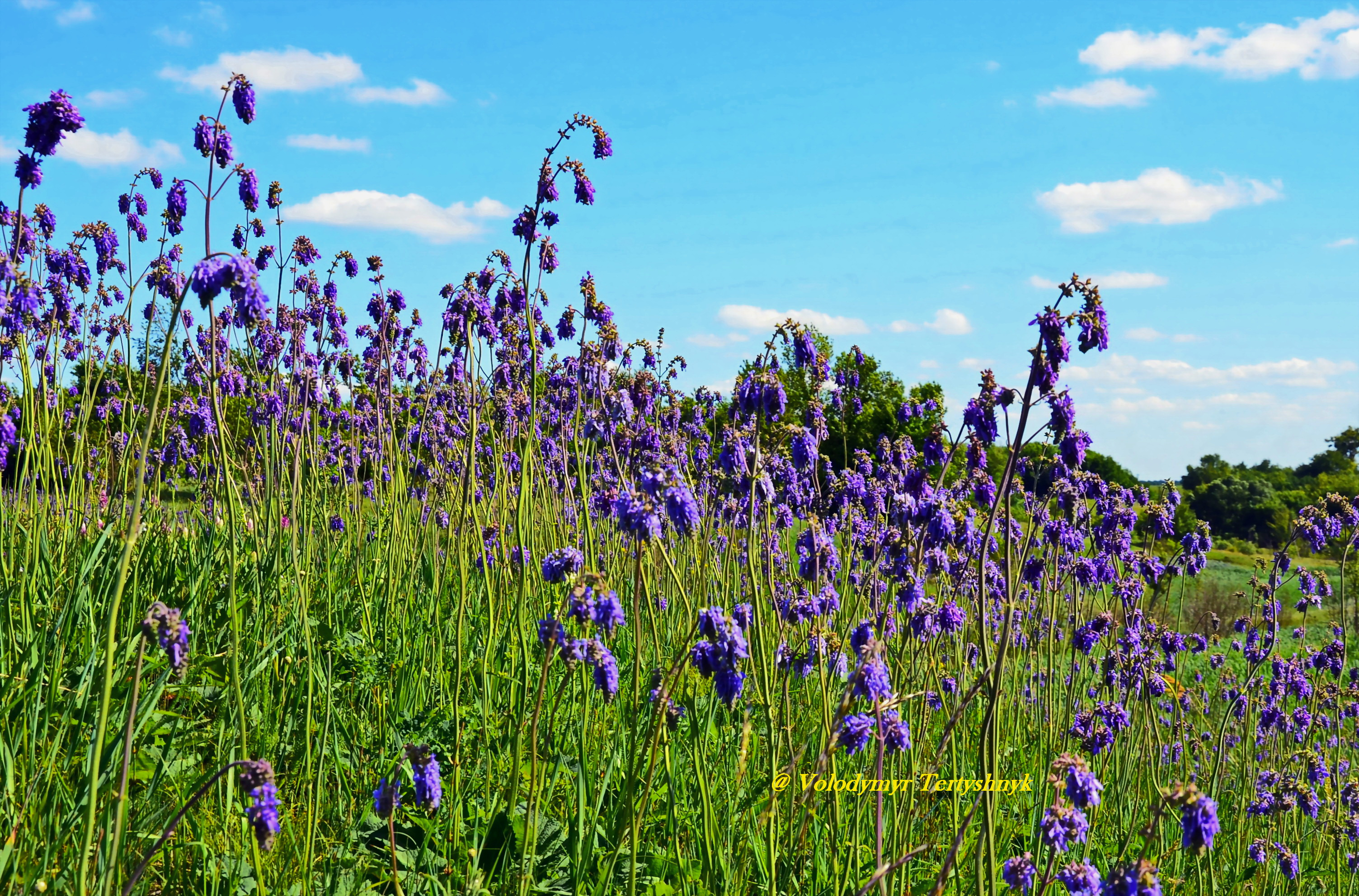
Шавлія похила на Сумщині
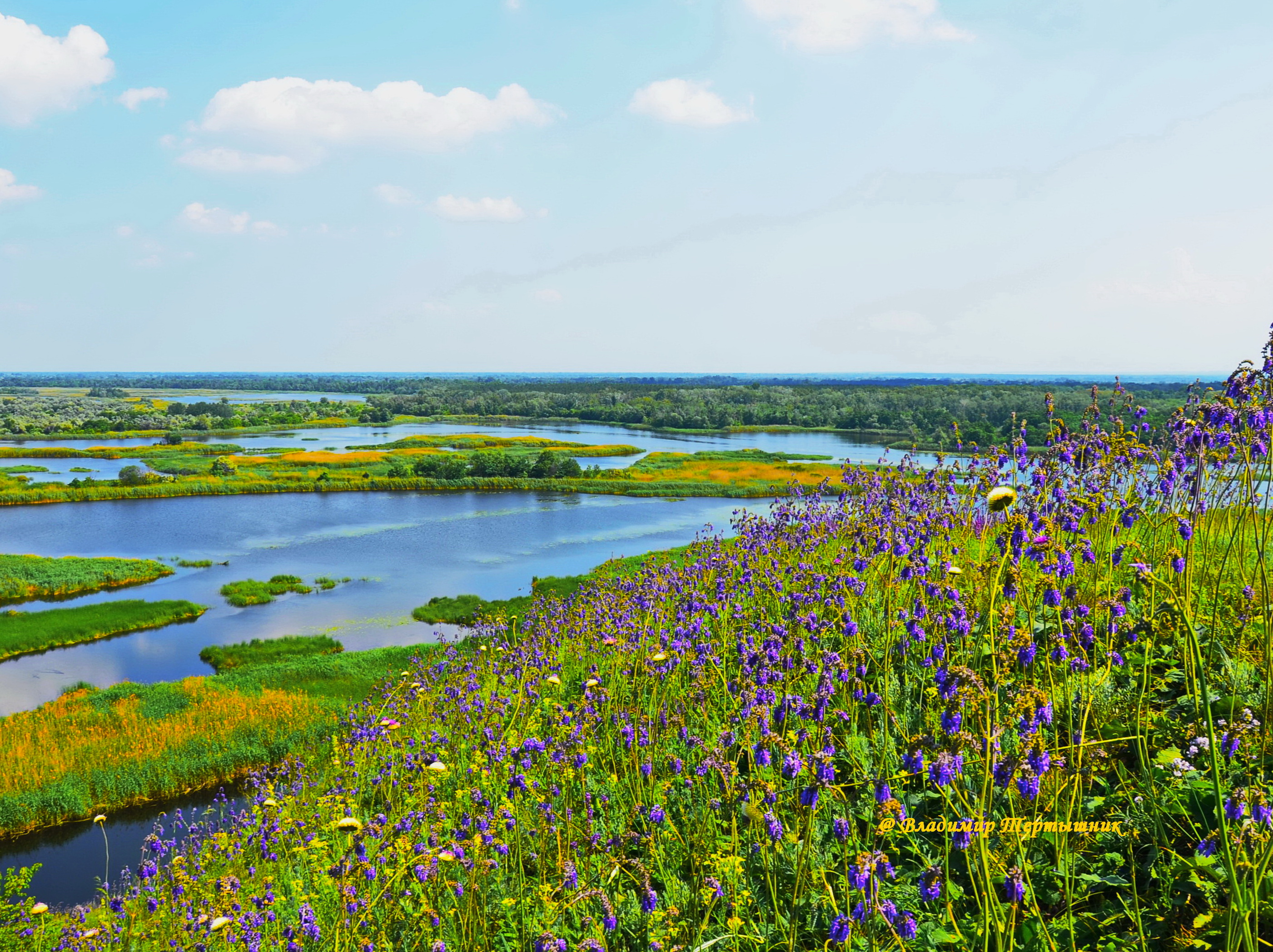
Шавлія поникла на просторах України